# تفاح كوماروفي
تفاح كوماروفي (الاسم العلمي:Malus komarovii) هو نوع من النباتات يتبع جنس التفاح من الفصيلة الوردية.